# Alex Pritchard
Alex David Pritchard (ur. 3 maja 1993 w Orsett) – angielski piłkarz występujący na pozycji pomocnika w angielskim klubie Huddersfield Town. W swojej karierze grał także w takich zespołach jak Tottenham Hotspur, Peterborough United, Swindon Town, Brentford oraz West Bromwich Albion. Były młodzieżowy reprezentant Anglii.